# ژان فویه
ژان فویه (انگلیسی: Jean Foyer; ۲۱ آوریل ۱۹۲۱ – ۳ اکتبر ۲۰۰۸) سیاستمدار و وزیر فرانسوی بود. او در رشته حقوق تحصیل کرد و به عنوان استاد حقوق در دانشگاه مشغول به خدمت شد. او چندین کتاب در مورد حقوق مدنی فرانسه نوشته است.

## در عرصه سیاست
او بین سال‌های ۱۹۶۲ تا ۱۹۶۷ میلادی  وزیر دادگستری فرانسه بود و در این مدت اصلاحات قانونی مهمی را در چندین موضوع (خانواده، مالکیت و تجارت، ملیت و غیره) انجام داد.
او بین سال های ۱۹۷۲تا ۱۹۷۳ وزیر بهداشت بود.او بین سال‌های ۱۹۵۹ تا ۱۹۶۸ عضو اتحادیه برای جمهوری جدیدبود، سپس بین سال‌های ۱۹۶۸ تا۱۹۷۸ عضو اتحادیه دموکرات‌ها برای جمهوری و سرانجام از سال ۱۹۷۸ تا ۱۹۸۸ عضو تجمع برای جمهوری بود.
ژان فویه به عنوان مدافع صریح مفهوم بسیار سنتی از جامعه و اخلاق جنسی شناخته می شود و در سال ۱۹۸۱ مبارزه شدیدی را علیه لغو بند ۲ ماده  ۳۳۱ قانون مجازات، ماده ای که از رژیم ویشی به ارث رسیده بود، رهبری کرد. که سن رضایت برای روابط همجنس گرا را در هجده سالگی حفظ کرد (در حالی که برای روابط دگرجنس گرا پانزده سال بود). در جریان مناظره در  ۲۰ دسامبر  ۱۹۸۱، او می ترسید که لغو این قانون باعث گسترش لواط با نوجوانان شود. وی همچنین پرسید: آیا آزادی معروفی که به ما می گویند فقط حق غول هاست که شست های کوچک را ببلعند؟
وی همچنین برندهٔ جوایزی همچون لژیون دونور (شوالیه) شده است.